# Гаевский, Пётр Антонович
Пётр Антонович Гаевский (5 февраля 1888, Витебск — неизвестно) — российский легкоатлет, выступавший в беге на средние дистанции, барьерном беге и прыжках в длину, также играл в футбол и хоккей с мячом. Участник летних Олимпийских игр 1912 года.

## Биография
Пётр Гаевский родился 5 февраля 1888 года в российском городе Витебск (сейчас в Белоруссии).
Учился в Санкт-Петербургском горном институте. Успешно выступал в студенческом первенстве Санкт-Петербурга по лёгкой атлетике.
Выступал за спортивный клуб «Нарва» из Санкт-Петербурга. На чемпионате России 1912 года победил в беге на 400 метров (56,4 секунды) и на 1500 метров (4 минуты 36,2 секунды), завоевал серебро в беге на 110 метров с барьерами (17,2) и бронзу в прыжках в длину (5,95 метра). На чемпионате России 1913 года первенствовал в беге на 400 метров (53,2) и на 110 метров с барьерами (17,0, повторение рекорда России).
На Первой российской олимпиаде в 1913 году одержал победу в беге на дистанции 800 метров, установив при этом рекорд России (2 минуты 05,8 секунды). Завоевал 3 серебряные медали в беге на 110 метров с барьерами (16,9), 200 метров (24,1) и 400 метров (54,2).
В 1909—1912, 1914 годах в составе футбольной команды «Нарва» участвовал в чемпионате и кубке Санкт-Петербурга. Завоевал бронзовую медаль чемпионата Санкт-Петербурга 1912 года и стал финалистом кубка Санкт-Петербурга 1911 года.
В 1912 году вошёл в состав сборной России на летних Олимпийских играх в Стокгольме. В беге на 400 метров занял последнее, 4-е место в четвертьфинале и выбыл из борьбы. Также был заявлен в беге на 800 метров, 1500 метров и эстафете 4х400 метров, но не вышел на старт.
В сезоне 1915/16 входил в состав комитета Петроградской студенческой спортивной лиги в качестве товарища председателя, представляя горный институт.
Играл на высоком уровне в хоккей с мячом. В 1909—1914 годах выступал за клуб «Нарва» (Санкт-Петербург). В составе «Нарвы» стал обладателем Кубка Лиги хоккеистов Санкт-Петербурга в 1910, 1913 и 1914 годах. В 1909—1912 годах играл за сборную Санкт-Петербурга с которой дважды завоевал Кубок первенства России (1911, 1912).
После Гражданской войны обосновался в Москве. Выступал за московские клубы «Унион» (1921—1923), «Моссовет» (1923/1924), «Сахарники» (1924—1926).
В 1922 году, в составе сборной Москвы, стал чемпионом первого национального первенства (чемпионата РСФСР) по хоккею с мячом. В 1926 году, играя за команду «Сахарники», завоевал звание чемпиона Москвы.
О дальнейшей жизни данных нет.

## Достижения

### Лёгкая атлетика
- Чемпион России:
  - Бег на 400 метров (2) - 1912, 1913
  - Бег на 1500 метров — 1912
  - Бег на 110 метров с барьерами — 1913
- Серебряный призёр чемпионата России в беге на 110 метров с барьерами — 1912
- Бронзовый призёр чемпионата России в прыжках в длину — 1912
- Чемпион Первой российской олимпиады в беге на 800 метров - 1913
- Серебряный призёр Первой российской олимпиады:
  - Бег на 110 метров с барьерами — 1913
  - Бег на 200 метров — 1913
  - Бег на 400 метров — 1913

### Хоккей с мячом
- Обладатель Кубка первенства России (2) — 1911, 1912
- Чемпион РСФСР — 1922
- Финалист кубка в память 200-летия Санкт-Петербурга — 1909[15]
- Победитель Кубка Лиги хоккеистов Санкт-Петербурга (3) — 1910, 1913, 1914
- Серебряный призёр Кубка Лиги хоккеистов Санкт-Петербурга (3) — 1909, 1911, 1912
- Чемпион Москвы — 1926
- Серебряный призёр чемпионата Москвы (2) — 1922, 1924
- Бронзовый призёр чемпионата Москвы - 1923

### Футбол
- Бронзовый призёр чемпионата Санкт-Петербурга — 1912
- Финалист кубка Санкт-Петербурга — 1911

## Личный рекорд
- Бег на 400 метров — 52,2 (1912)[9]